# Fesselknoten
Der Fesselknoten ist ein Seilknoten mit zwei Schlingen und zwei losen Enden.
Er dient zum Fesseln von Armen oder Beinen.

## Anwendung
In die zwei zuziehenden Schlingen werden die Hände oder Füße gesteckt. Der Knoten wird festgezogen und mit einem Überhandknoten gesichert.
Der Knoten wird auch im Bereich der BDSM/Bondage für erotische Fesselspiele verwendet. Siehe auch Hogtie und Frogtie.

## Knüpfen
Der Knoten entsteht aus den zwei Augen eines lose gelegten Webleinensteks.

### Variante 1 mit linksgängigen Augen
Dazu wird das Seil von dem vorderen Auge durch das hintere Auge gezogen, und das Seil von dem hinteren Auge durch das vordere Auge gezogen. Dadurch entstehen beim Festziehen die zwei zuziehenden Schlingen. Zur Sicherung wird beispielsweise ein halber Knoten angebracht.

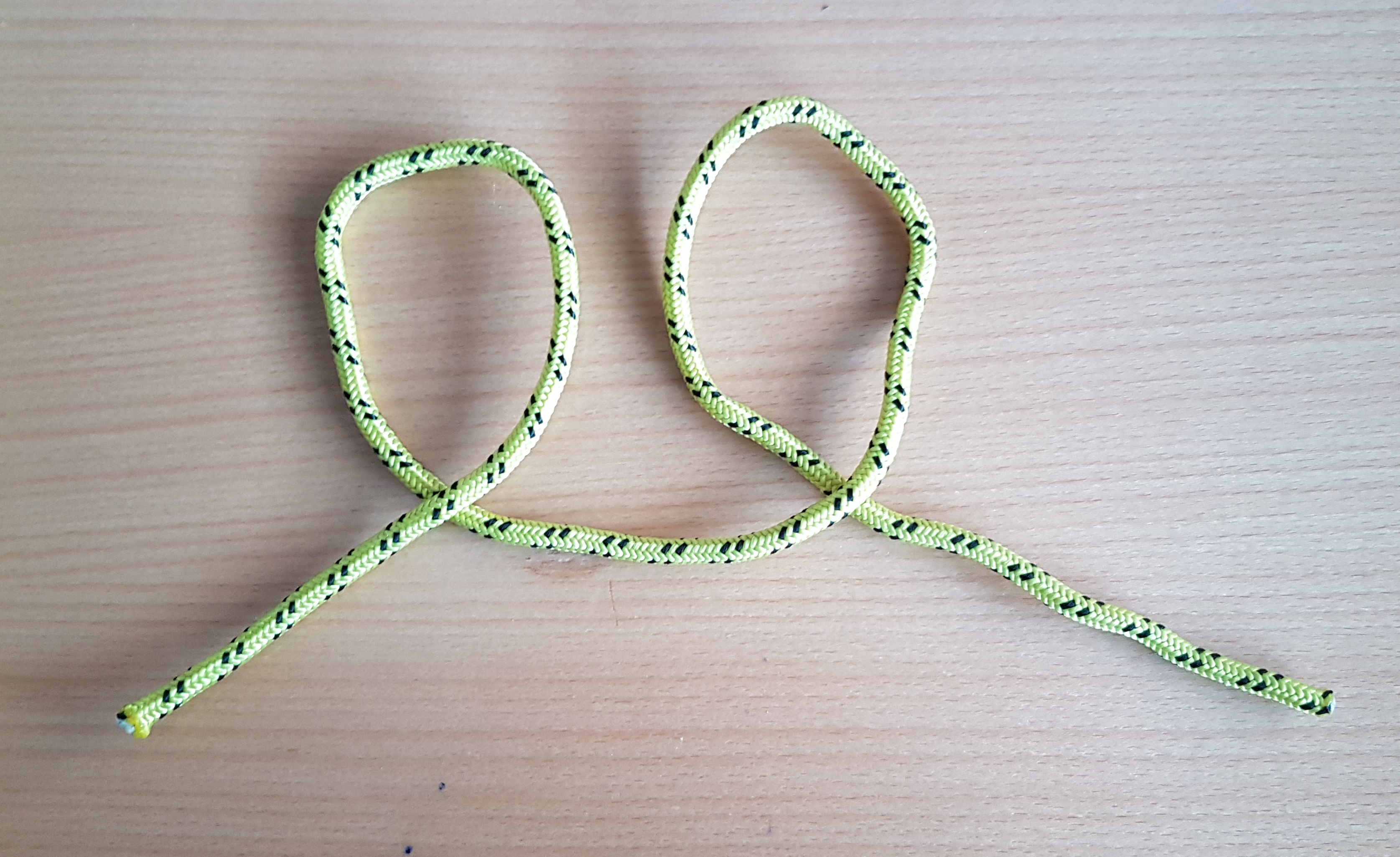
Zwei linksgängige Augen legen
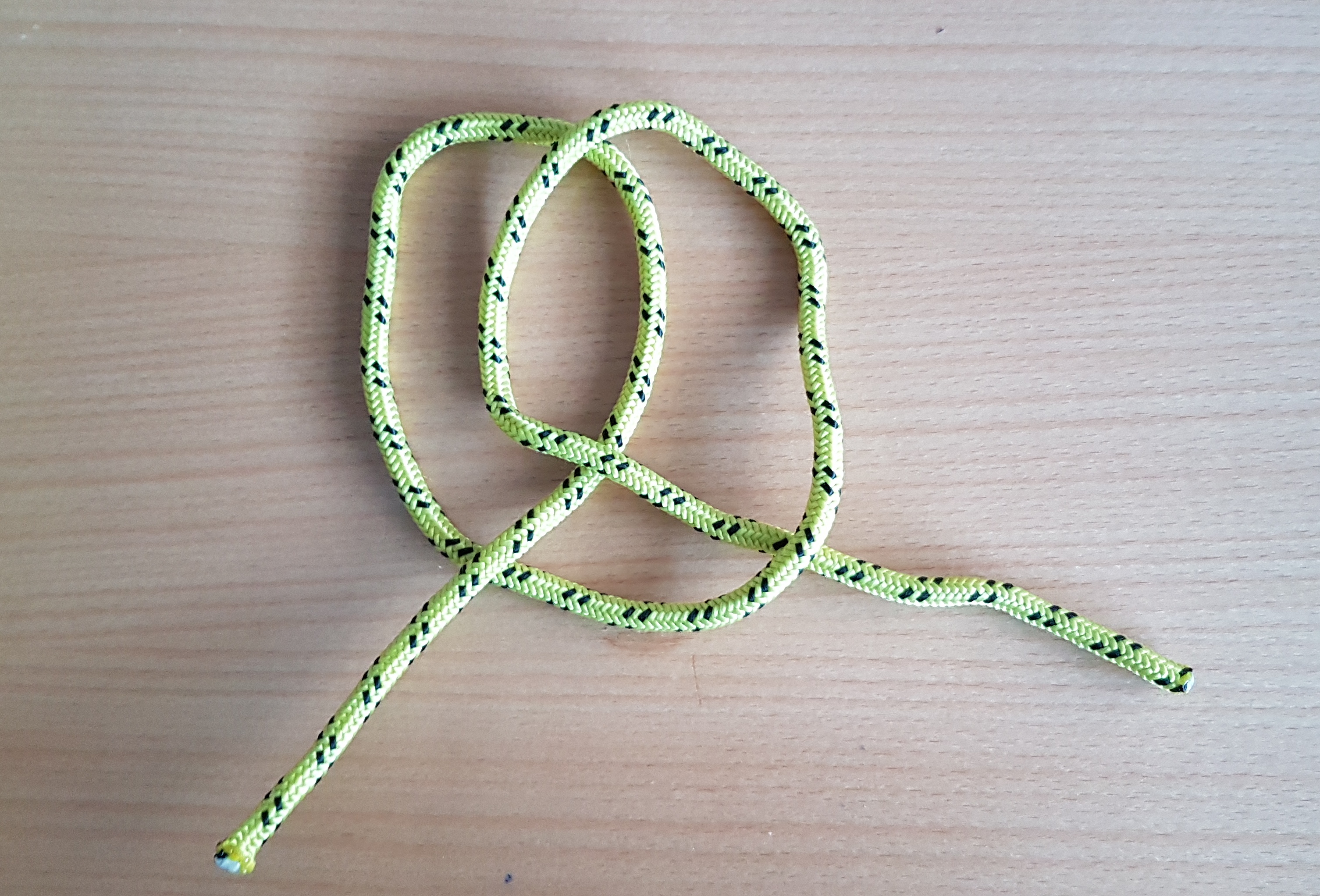
Das rechte Auge nach links überlappend auf das linke Auge anordnen
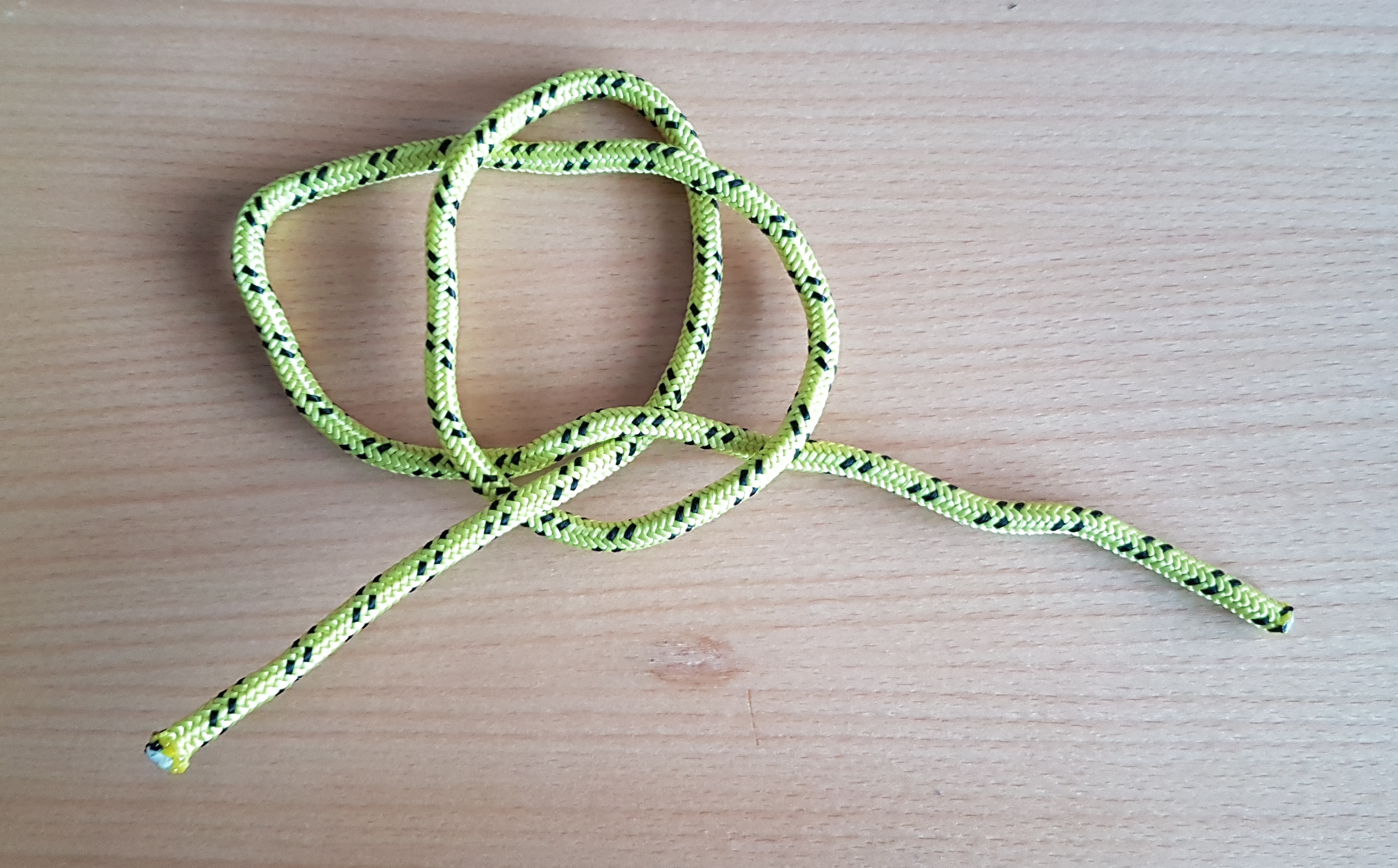
Das Seil von dem linken Auge durch das rechte Auge ziehen
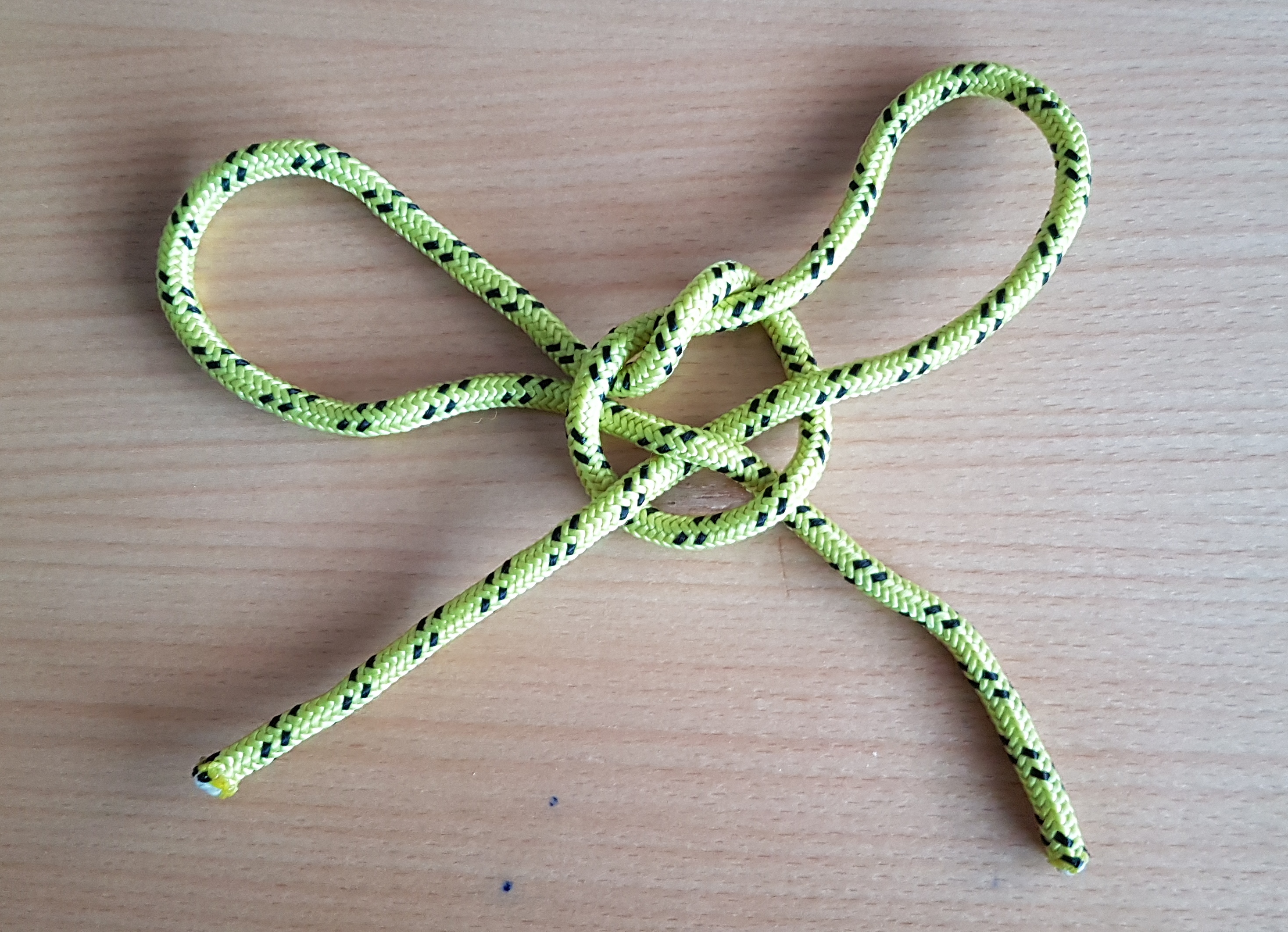
und das Seil von dem rechten Auge durch das linke Auge ziehen
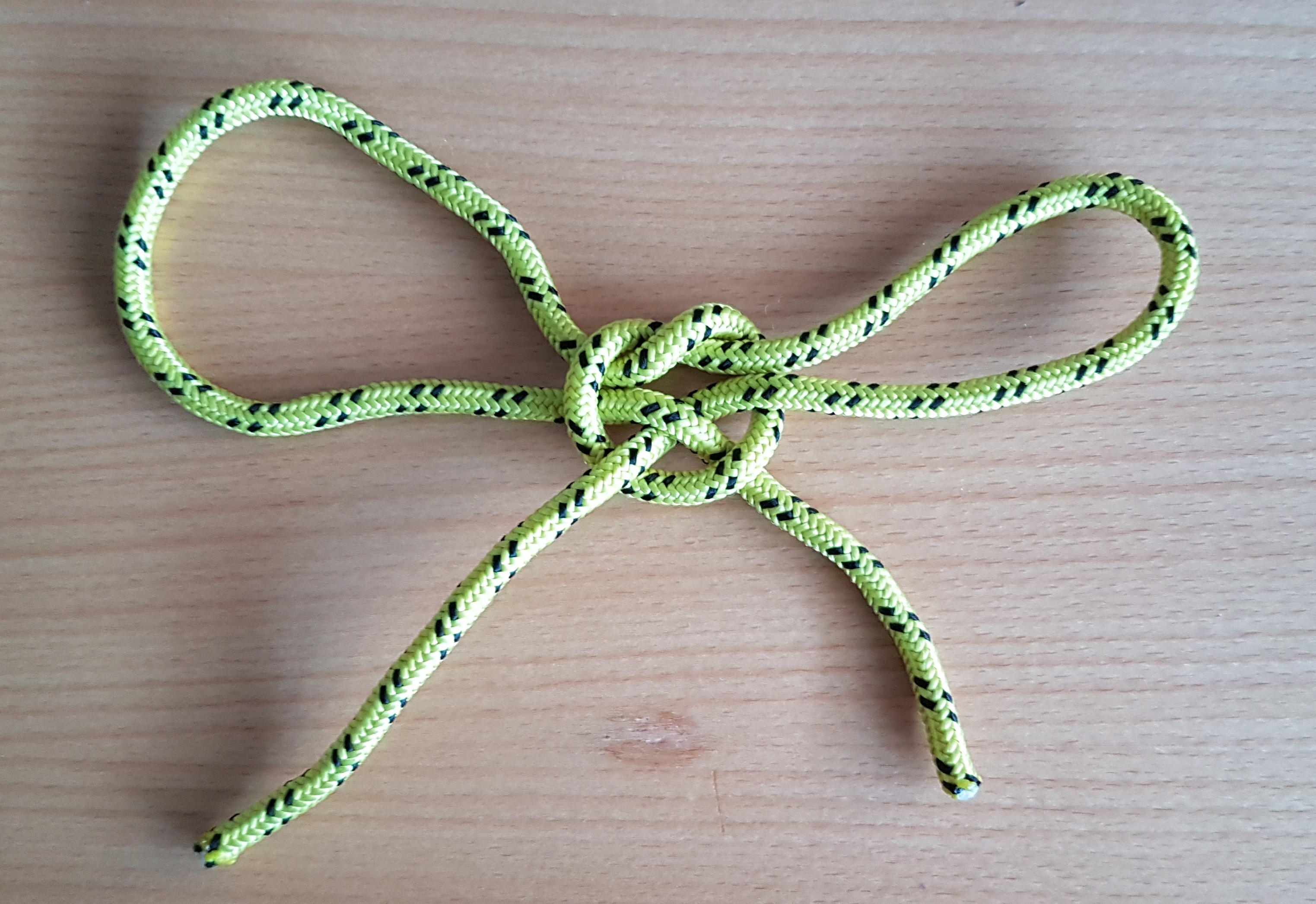
An beiden oberen Seilen der Augen den Knoten zuziehen! Nun sind aber erst zwei Schlingen entstanden, die man wieder aufziehen kann
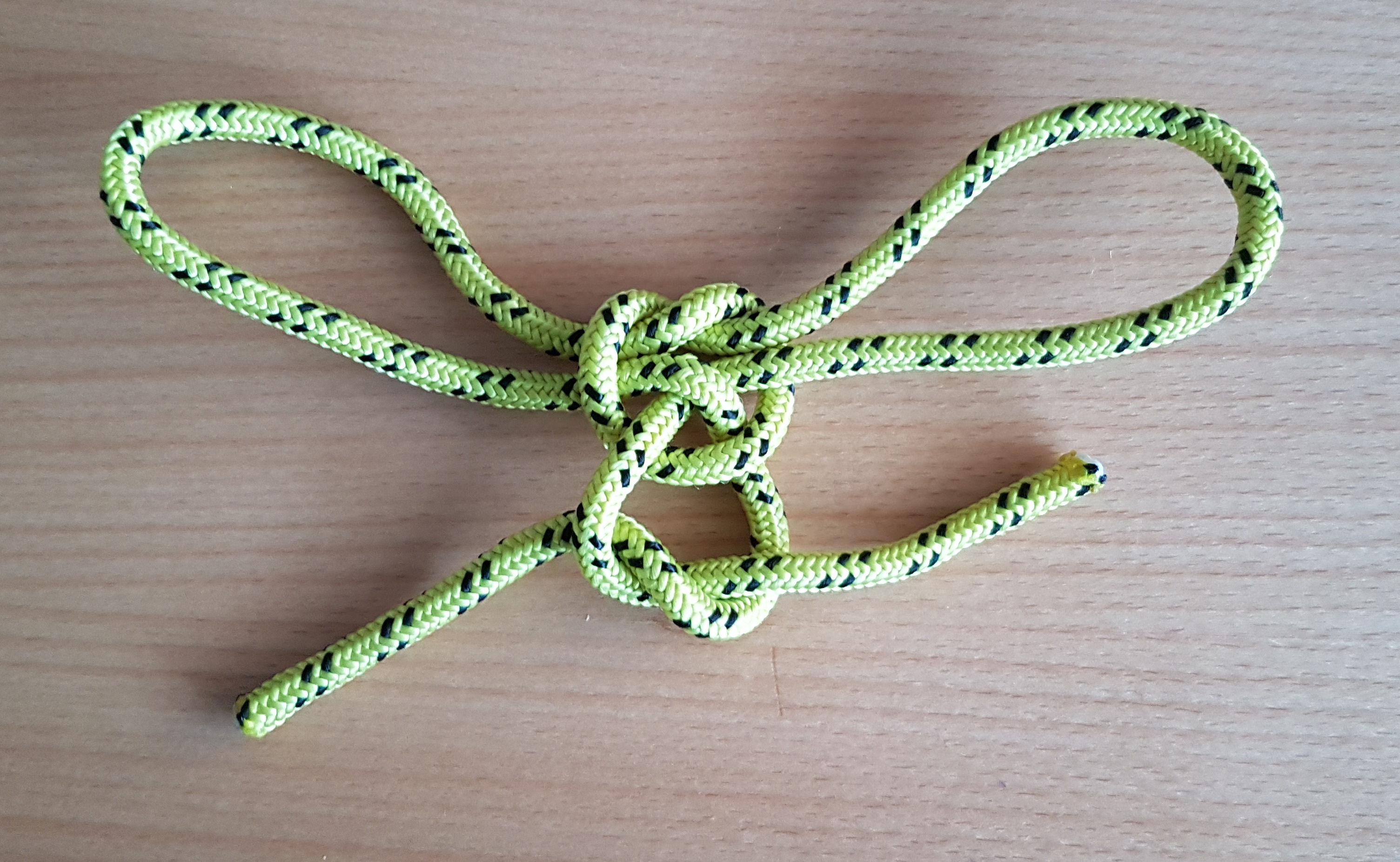
Zur Sicherung kann man einen halben Knoten anbringen. Dieser sollte aber in diesem Fall links über rechts geschlagen sein. Also die Schlagrichtung Z haben, damit er sich nicht leicht aufzieht, wie ein Altweiberknoten.
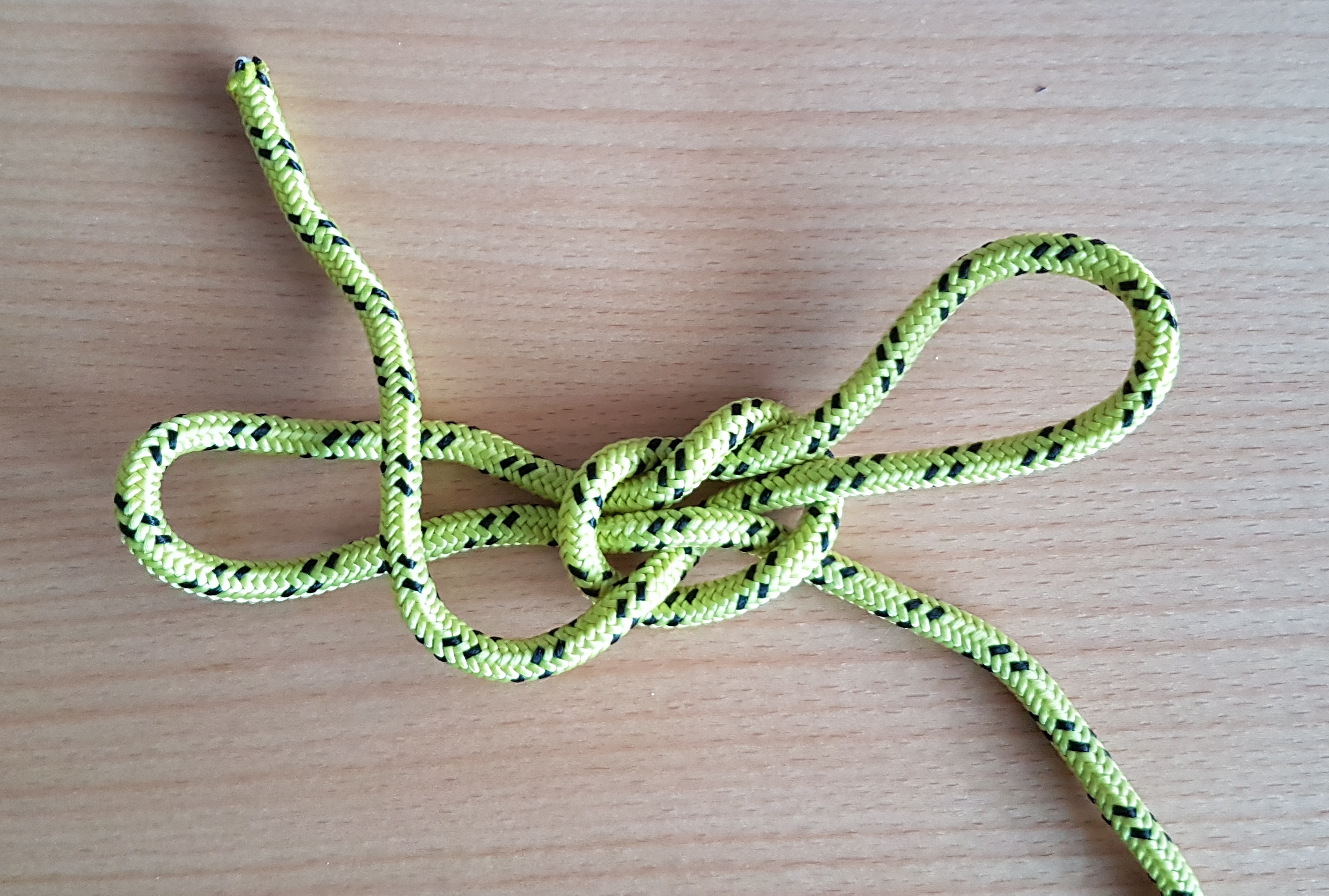
Oder mit zwei halben Schlägen absichern. Zuerst links den
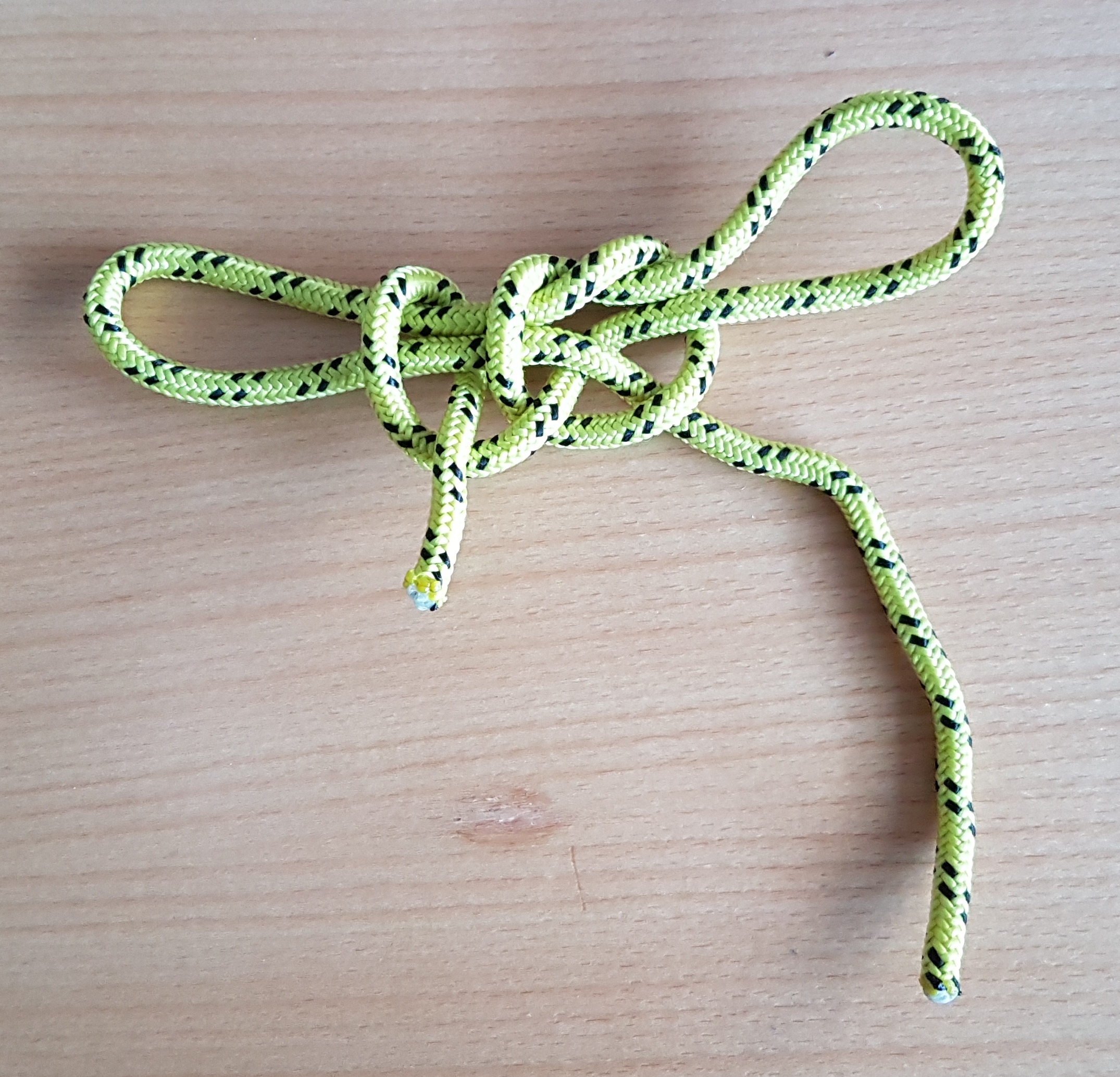
ersten halben Schlag anbringen und zuziehen
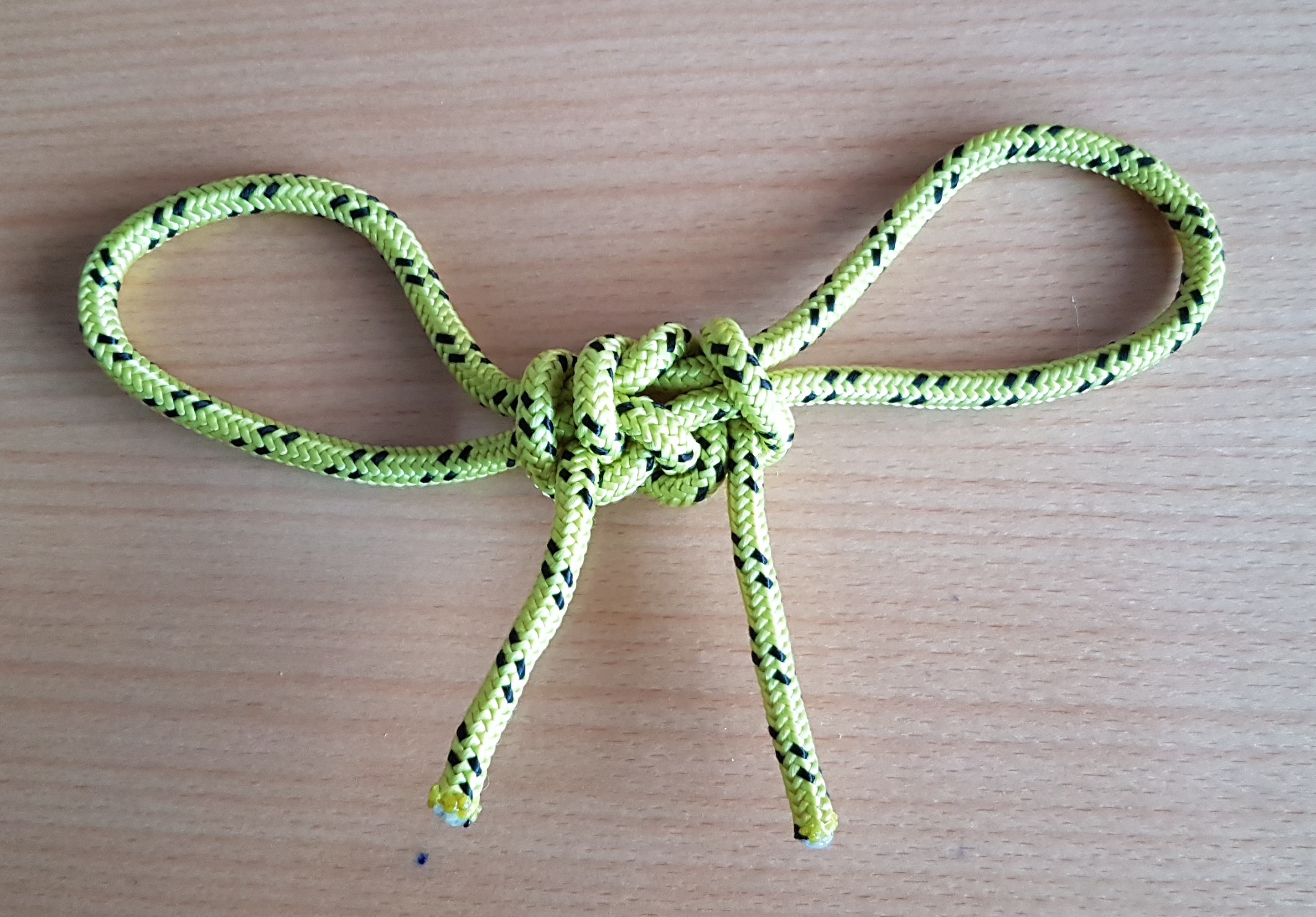
Und rechts auch mit einem halben Schlag absichern

### Variante 2 mit rechtsgängigen Augen

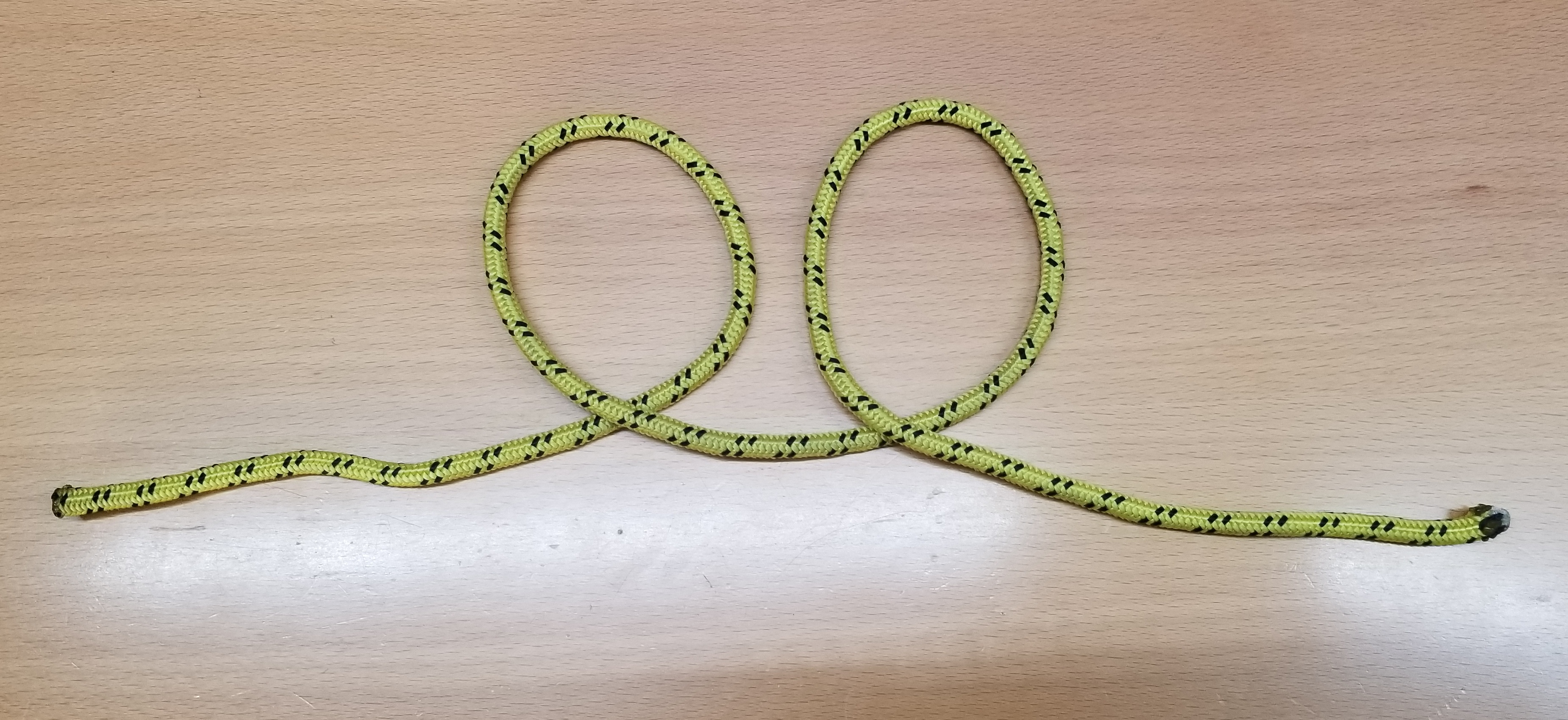
Zwei rechtsgängige Augen legen
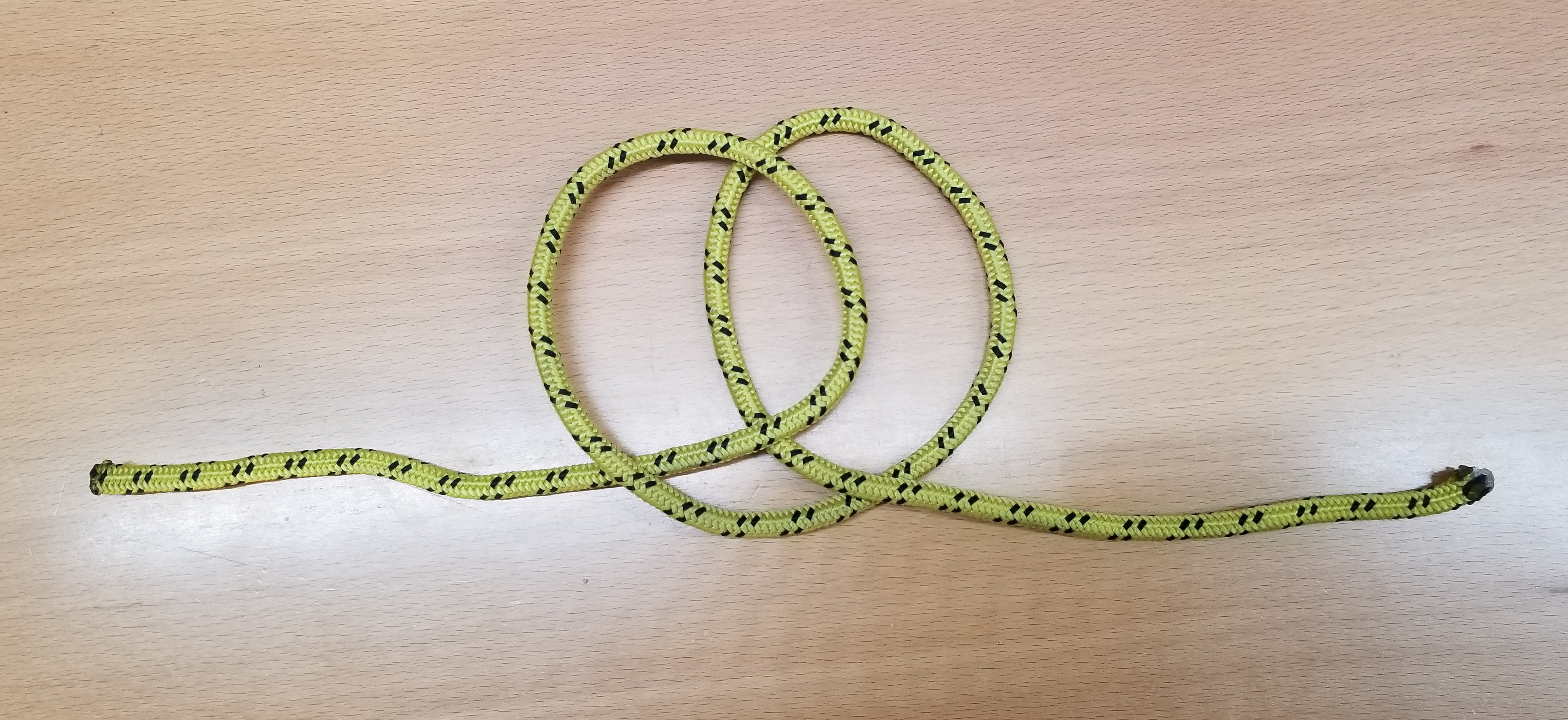
Das linke Auge nach rechts überlappend auf das linke Auge anordnen
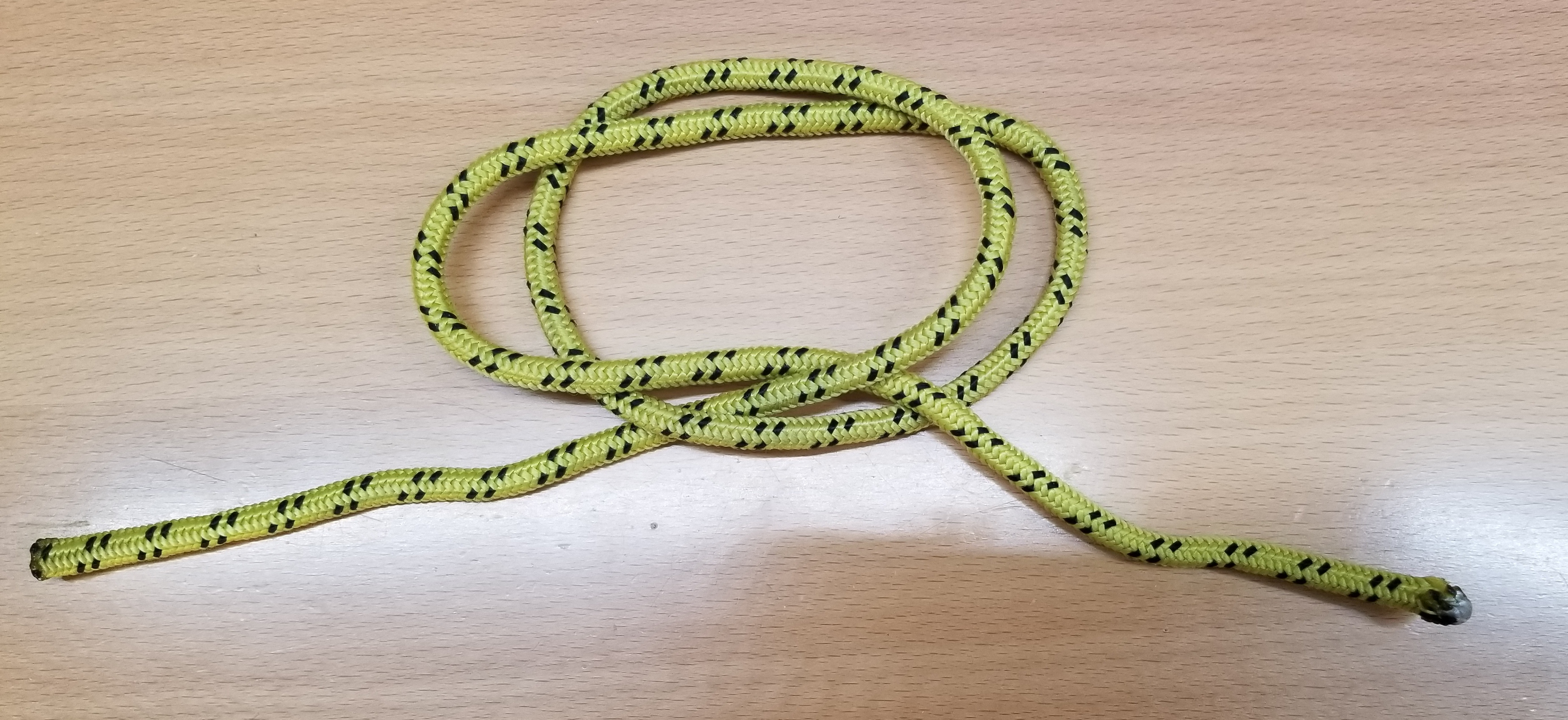
Das Seil von dem rechten Auge durch das linke Auge ziehen
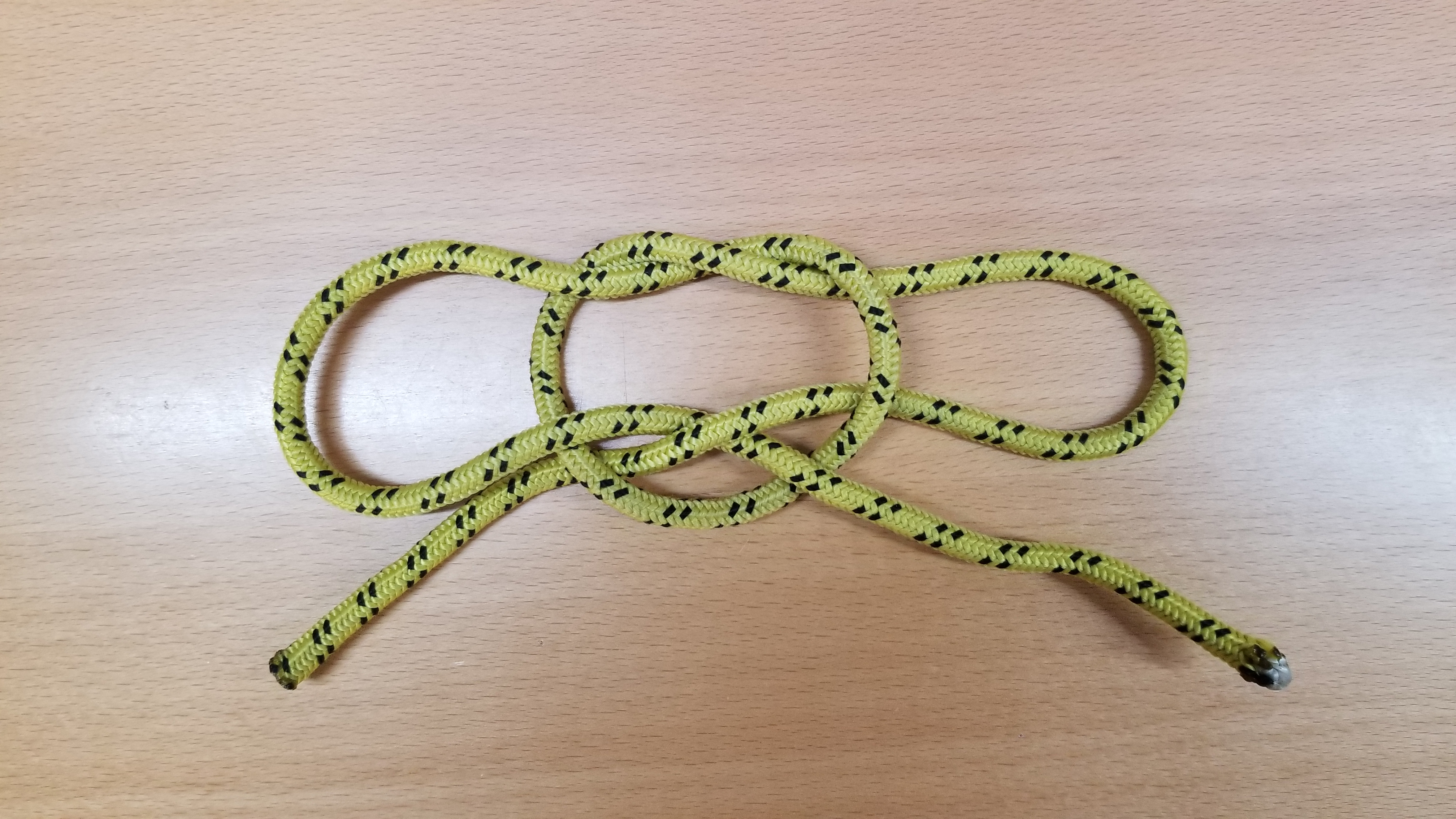
und das Seil von dem linken Auge durch das rechte Auge ziehen
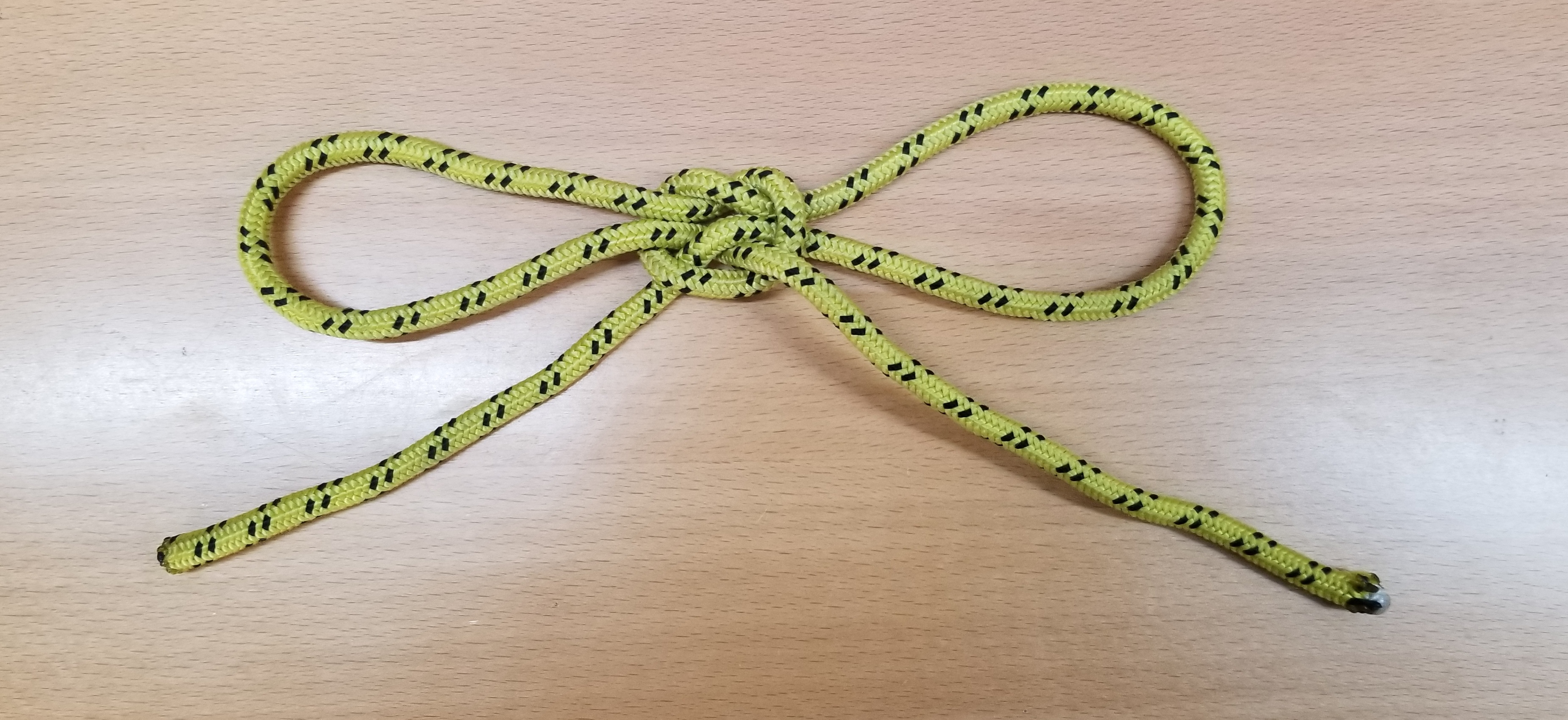
An beiden oberen Seilen der Augen den Knoten zuziehen! Nun sind aber erst zwei Schlingen entstanden, die man wieder aufziehen kann
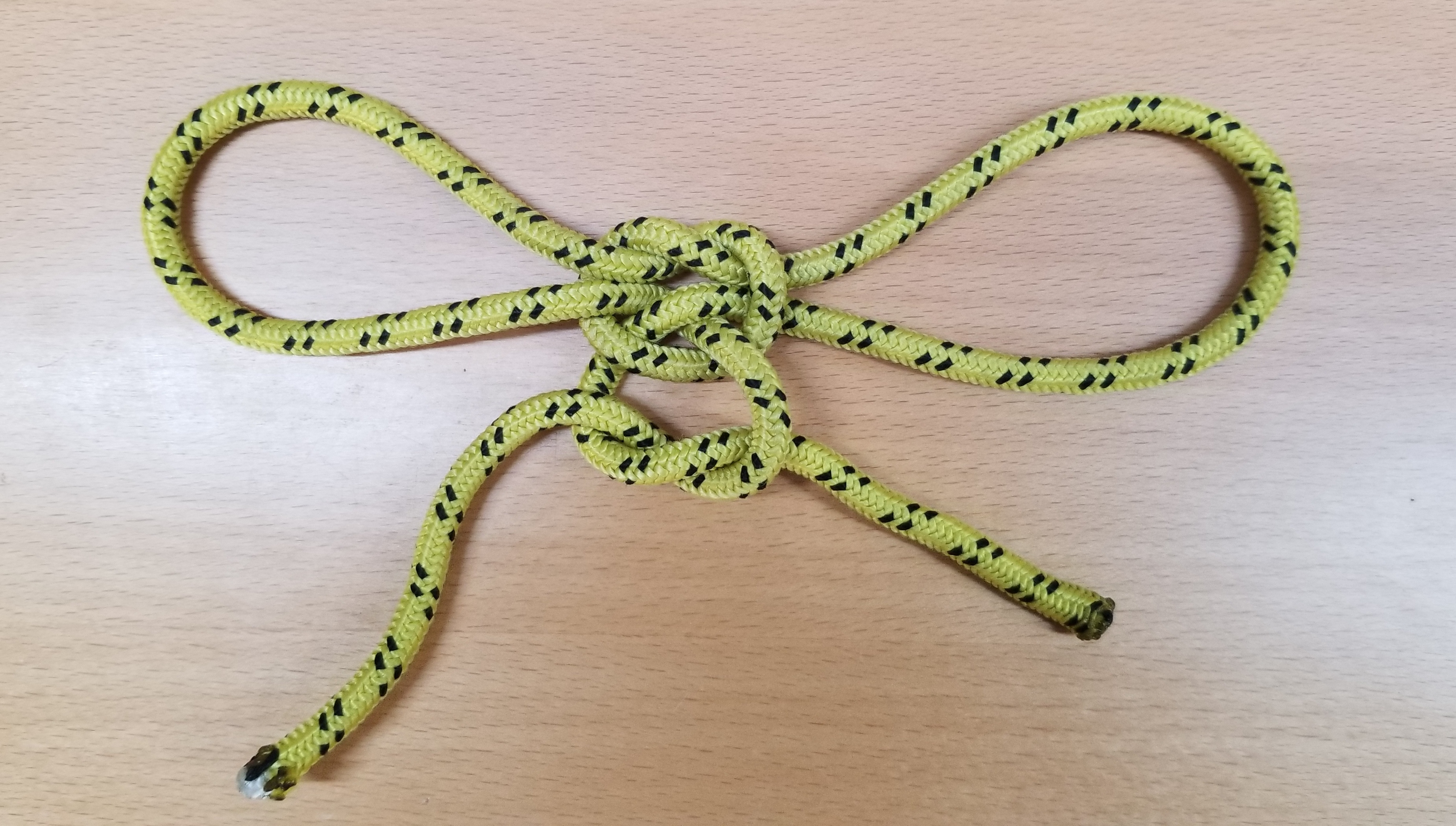
Zur Sicherung kann man einen halben Knoten anbringen. Dieser sollte aber in diesem Fall rechts über links geschlagen sein. Also die Schlagrichtung Z haben, damit er sich nicht leicht aufzieht, wie ein Altweiberknoten.

## Abwandlungen
- Eine ähnliche Form (zwei lose Augen, 2 lose Enden, 2 feste Enden) findet sich wieder in der bekannten Schuhschleife.
- Der Trompetenknoten dient als Seilverkürzung , wie auch als „zweiäugige“ Schlaufe.